# Конрад (маркграф Майсену)
Конрад I Великий (нім. Konrad der Große; бл. 1097 — 5 лютого 1157) — 18-й маркграф Майсену в 1124—1156 роках. Заклав основи політичної та територіальної могутності Веттінів в Священній Римській імперії.

## Життєпис
Походив з династії Веттінів. Син Тімо, графа Брени і Камбургу, та Іди (доньки Отто фон Нордгайма, герцога Баварії). Народився близько 1097 року. Коли його стриєчний брат Генріх I помер у 1103 році, він сподівався, що імператор Генріх IV надасть йому Лужицьку і Майсенську марки, проте марно.
1116/1118 року після смерті свого батька успадкував титули графа Веттіна, Брени і Камбургу. 1119 року оженився на онучці Фрідріха I Гогенштауфена.
1121 року маркграф Майсену Генріх II розпочав кампанію проти Конрада та захопив його. Його пожиттєво було запроторено до в'язниці, але у 1123 році Генріха II було отруєно. Він звільнився, отримавши титул графа Айленбургу. Але Майсен й Верхню Лужицу отримав Віпрехт фон Гройч, Нижню Лужицу — Генрих III Гройч.
У відповідь уклав союз з Лотарем фон Суплінбургом, герцогом Саксонії, за допомогою якого вигнав Віпрехта й 1124 року Конрад став маркграфом Майсенським. 1125 року підтримав обрання Лотаря королем Німеччини, апотім діяв проти імператора Генріха V. Згодом став карбувати власні монети-брактеати, де Конрад був зображений зі зброєю, що стоїть по-під аркою поміж двох башт.
У 1136 році, після смерті Генріха III Гройча отримав від імператора Лотара II Нижньолужицьку марку. Він також керував землями ВерхньоїЛужици, які були знову придбані у Польщі та залишалися частиною Майсена, тоді як власне Лужицька марка була зведена лише до Нижньої Лужиці. Отримавши статус імперського принца, маркграф Конрад колонізував полабські території фламандськими поселенцями і заклав основи для розвитку володінь Веттінів у Верхній Саксонії.
У 1143 році також став графом Ґройча та Рохліца та фогтом Хемніца та Наумбургу. Він послабив напруженість у відносинах із Польщею, одруживши свого сина Дітріха з Добронегою Лудгардою, донькою польського князя Болеслава III. Він також одружив свого старшого сина Оттона з Гедвігою, дочкою маркграфа Альбрехта I Бранденбурзького. Цими шлюбами скріпив своє становище.
1146 року помирає дружина. У 1147 році, коли король Конрад III Гогенштауфен був у Другому хрестовому поході, Конрад приєднався до Генріха III Лева Вельфа, герцога Саксонії, Альбрехта I, маркграфа Бранденбургу, Гамфріда, архієпископа Магдебургу, та Адальберта, архієпископа Гамбург-Бремена, у Вендському хрестовому поході проти слов'янських племен ободритів і вагрів. У серпні союзники розгорнули свої війська в Магдебурзі. Були взяті в облогу фортеці Дубин і Дімін ободритського князя Ніклота. Останній і Прибіслав були змушені прийняти християнство. Втім більшого хрестоносцям досягти не вдалося.
У свої останні роки Конрад заснував монастир Лаутерберг на північ від Галле. 30 листопада 1156 року офіційно зрікся влади на користь старшого сина Оттона II. Там він помер наступного року і був похований поряд зі своєю дружиною Луїтгардою.

## Родина
Дружина — Ліутгарда, донька графа Адальберта фон Ельхінген-Равенштейн
Діти:
- Генріх (помер у дитинстві)
- Оттон (бл. 1125—1190), маркграф Майсену
- Ода (д/н—1190), аббатиса Гербштедтського монастиря
- Берта, аббатіса Гербштедтського моннастиря
- Гертруда (д/н—1191), дружина: 1) пфальцграф Германа III Рейнського; 2) Гюнтера II Шварцбурга, граф Кефернбургу
- Дітріх (д/н — 1185), маркграф Нижньої Лужиці та маркграф Ландсбергу
- Адела (д/н — 1181), дружина Свена III Естрідсена, короля Данії; 2) Адальберта III Асканія, графа Балленштедт
- Деді (д/н — 1190), маркграф Нижньої Лужиці
- Агнеса (д/н — 1203), княгиня-аббатиса Кведлінбурзького монастиря
- Генріх (1142—1181), граф Веттіну
- Софія (д/н —1190), дружина графа Гебхарда I Бурггаузена
- Фрідріх (1142/1145—1182), граф Брени